# Alan Grayson
Alan Mark Grayson (New York, 13 marzo 1958) è un politico statunitense, membro della Camera dei Rappresentanti per lo stato della Florida dal 2009 al 2011 e poi ancora dal 2013 al 2017.

## Biografia
Nato nel Bronx, Grayson si laureò in legge ad Harvard e lavorò come collaboratore di Antonin Scalia e Ruth Bader Ginsburg, che vennero poi nominati giudici della Corte Suprema. In seguito Grayson fondò un suo studio legale privato.
Nel 2006 si candidò alla Camera dei Rappresentanti con il Partito Democratico, ma venne sconfitto nelle primarie. Due anni dopo riuscì ad ottenere la nomination democratica e nelle elezioni generali sconfisse il deputato repubblicano Ric Keller.
Nel 2010 chiese la rielezione, ma venne sconfitto con ampio margine dall'avversario repubblicano Daniel Webster. Nel 2012 Grayson decise di tornare al Congresso e si candidò in un distretto di nuova creazione, riuscendo ad essere eletto con un'elevata percentuale di voto. Nel 2014 fu riconfermato per un altro mandato.
Nel 2016 si candidò al Senato ma venne sconfitto nelle primarie dal collega deputato Patrick Murphy, che a sua volta perse contro il repubblicano Marco Rubio.
Grayson è considerato un democratico di ideologia progressista. Sposato per molti anni con una donna filippina di nome Lolita, ebbe da lei cinque figli. Dopo il divorzio si risposò in seconde nozze con la ricercatrice Dena Minning.